# Jean Baptiste Audebert
Pour les articles homonymes, voir Audebert.
Jean Baptiste Audebert est un illustrateur et un naturaliste français, né le 2 mars 1759 à Rochefort et mort le 5 décembre 1800 à Paris.

## Biographie

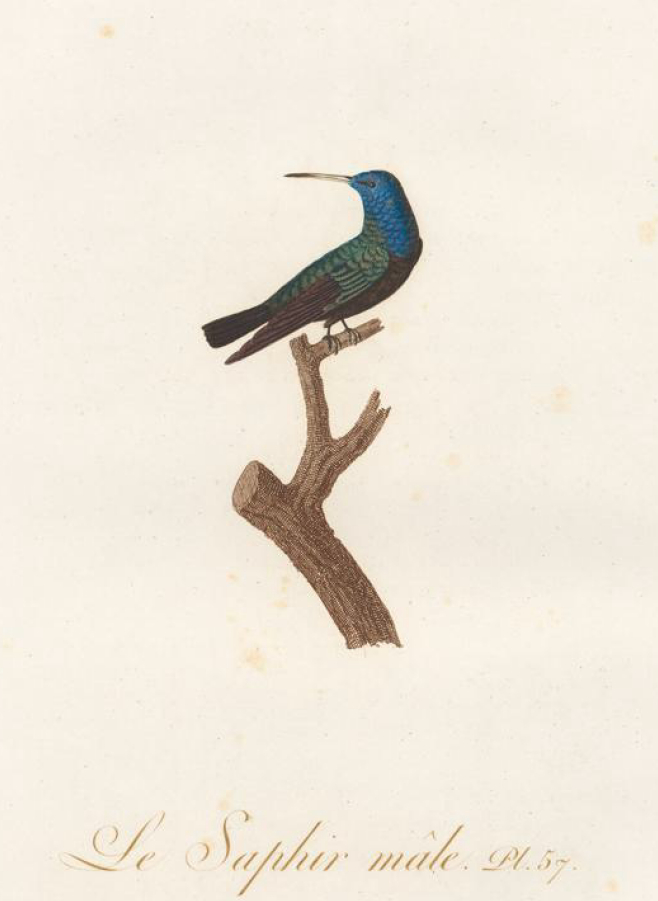
Le Saphir, planche 57 de l'Histoire naturelle des colibris

Il étudie la peinture et le dessin à Paris et acquiert une grande réputation comme peintre de miniatures. Il est engagé pour préparer les gravures de l’Histoire des cloportes de Guillaume-Antoine Olivier (1756-1814) et se découvre un penchant pour l'histoire naturelle. En 1800, il fait paraître son premier travail original, l’Histoire naturelle des singes, des makis, etc., Paris, illustré de soixante-deux planches, dessiné et gravé par lui-même. La coloration de ses planches est d'une beauté inaccoutumée qu'il met au point lui-même.
Audebert laisse à sa mort un autre travail incomplet, une Histoire des colibris, oiseaux-mouches, jacamars et promerops, qui paraît en 1802. Deux cents copies sont imprimées en in-folio, une centaine dans un grand in-quarto et cinquante avec le texte en lettres dorées. Un autre travail, laissé également non terminé, paraît après sa mort, L'Histoire des grimpereaux et des oiseaux de paradis. Ces deux ouvrages paraissent regroupés dans un seul volume sous le titre d’Oiseaux dorés, ou à reflets métalliques (1802). Il porta une perfection inconnue jusqu'à lui dans la gravure des figures coloriées et réussit le premier à imprimer l'or. Il collabore notamment avec Louis-Pierre Vieillot pour la réalisation de ses deux ouvrages.